# Xianshui (rivière)
La Xianshui ou Xianshui He (caractères chinois :  鲜水河)   est une rivière qui coule dans la province chinoise du  Sichuan. C'est un affluent du fleuve Yalong lui-même affluent du Yangzi Jiang. La rivière est longue de 680 kilomètres et son bassin versant a une superficie de 19 368 km². Le débit de la rivière est de 194 m3/s. 

## Description
La Xianshui nait de la confluence des rivières Daqu (达曲) et Niqu (泥曲) qui coulent au nord-ouest et au nord du xian de Luhuo dans la préfecture autonome tibétaine de Garzê. La rivière traverse le xian de Dawu et se jette dans le fleuve Yalong au niveau du xian de Yajiang. Les principaux affluents sont le Dege He  (得格河) et le Larima He (拉日玛河). 